# Ángel Espinosa
Ángel Espinosa Capó (Holguín, 1966. október 2. – Hialeah Gardens, 2017. április 12.) amatőr világbajnok kubai ökölvívó.

## Eredményei
- 1983-ban junior világbajnok kisváltósúlyban.
- 1986-ban világbajnok nagyváltósúlyban.
- 1987-ben aranyérmes a pánamerikai játékokon középsúlyban.
- 1989-ben ezüstérmes a világbajnokságon középsúlyban. A elődöntőben legyőzte a német Sven Ottkét, majd a döntőben a Szovjetunió színeiben versenyző kirgiz Andrej Kurnyavkától szenvedett vereséget.
- Az 1992-es nyári olimpián félnehézsúlyban a negyeddöntőig jutott.
- Hétszeres kubai bajnok (1984–1989, 1991).